# Conde De La Warr

Armas de Sackville, Condes De La Warr.

Conde De La Warr ( /ˈdɛləwɛər/ DEL-ə-wair ) é um título no Pariato da Grã-Bretanha . Foi criado em 1761 para John West, 7.º Barão De La Warr . O conde detém os títulos subsidiários de Visconde Cantelupe (1761) no Pariato da Grã-Bretanha, Barão De La Warr (1572) no Pariato da Inglaterra e Barão Buckhurst, de Buckhurst no Condado de Sussex (1864) no Pariato do Reino Unido. A baronia De La Warr é da segunda criação; no entanto, ela tem a precedência da primeira criação, 1299, e tem feito isso logo após a morte de William West, 1.º Barão De La Warr. A sede da família é Buckhurst Park, perto de Withyham, Sussex.

## Etimologia
O nome De La Warr é de Sussex e de origem anglo - francesa.  Pode ter vindo de La Guerre, um tenente normando. Este toponímico pode derivar do latim ager, do bretão gwern ou do latim tardio warectum (pousio). Os topônimos Gara, Gaire também aparecem em textos antigos citados por Lucien Musset, onde a palavra ga(i)ra significa sangue. Também pode estar ligado a um patronímico do nórdico antigo verr.
O baronato e o condado são ambos pronunciados "De La Ware", como no estado americano de Delaware.  
O título subsidiário Visconde Cantelupe comemora a descendência da família West da família anglo-normanda Cantilupe. No século XIV, Sir Thomas West casou-se com Eleanor, herdeira de Sir John de Cantilupe. O filho deles, também Thomas, herdou Hempston Cantilupe e foi pai de Thomas West, 1.º Barão West.

## Baronias de De La Warr
A baronia De La Warr é da segunda criação; no entanto, ela tem a precedência da primeira criação, 1299, e tem feito isso logo após a morte de William West, 1.º Barão De La Warr. A situação legal precisa referente à segunda criação é obscura. As regras modernas tentam regularizar a prática medieval, mas há muitos casos que não podem ser facilmente enquadrados, seja porque um costume local estava envolvido, ou porque uma exceção foi feita, ou porque as regras ainda estavam em fluxo. Este é um caso assim porque William West era o herdeiro homem, mas não o herdeiro geral . Como a baronia original foi criada por mandado, presume-se que a descendência seja do herdeiro (ou herdeiros) geral e, portanto, caiu em suspenso entre as filhas de Sir Owen West (e seus herdeiros, por sua vez). A segunda criação foi vista de pelo menos três maneiras:
- Como um meio de tornar irrefutável uma herança que deveria ter sido atribuída ao herdeiro homem em primeiro lugar. O ato relativo à precedência é entendido como retificação do efeito colateral que isso teve de alterar a precedência. Consequentemente, alguns escritores ignoram a segunda criação ao numerar: assim , Thomas West, 3.º Barão De La Warr, às vezes é chamado de 12.º Barão De La Warr.
- Como um ato extraordinário resolvendo um problema importante que não deve ser deixado em suspenso. Neste caso, a baronia anterior deveria ser extinta e o ato que altera a precedência é difícil de entender, exceto como conveniência política.
- Como parte de um esforço para resolver problemas relativamente complexos de herança caso a caso, antes que a doutrina da suspensão (como existe hoje) tivesse sido elaborada.

## Conexão com nomes geográficos americanos
Nos livros de história dos Estados Unidos, Thomas West, 3.º Barão De La Warr, é frequentemente chamado simplesmente de "Lord Delaware". Ele serviu como governador da Colônia Jamestown, na Virgínia, e a Baía de Delaware recebeu seu nome. O estado de Delaware, o Rio Delaware e a tribo indígena Delaware receberam esse nome em homenagem à baía e, portanto, derivam seus nomes da baronia. Muitos outros condados, municípios e regiões semelhantes dos Estados Unidos derivam seus nomes direta ou indiretamente dessa conexão.

## Outros membros da família
Descendentes notáveis do século XX de George Sackville-West, 5.º Conde De La Warr, incluem os autores Lady Margaret Sackville, Vita Sackville-West, Nigel Nicolson e Adam Nicolson. 
Outro membro da família West foi William Cornwallis-West (1835–1917), que era neto do Hon. Frederick West, filho mais novo do segundo conde. Cornwallis-West foi o pai de George Cornwallis-West ; Daisy, Princesa de Pless ; e Constance, Duquesa de Westminster.

## Barões De La Warr; Primeira criação (1299)
- Roger la Warr, 1.º Barão De La Warr ( fl. 1320)
- John la Warr, 2.º Barão De La Warr (c. 1277–1347)
- Roger la Warr, 3.º Barão De La Warr (c. 1329–1370)
- John la Warr, 4.º Barão De La Warr (c. 1344–1398)
- Thomas la Warr, 5.º Barão De La Warr (c. 1352–1427)
- Reginald West, 6.º Barão De La Warr (c. 1394–1451)
- Richard West, 7.º Barão De La Warr (c. 1430–1476)
- Thomas West, 8.º Barão De La Warr (c. 1457–1525)
- Thomas West, 9.º Barão De La Warr (c. 1475–1554) (extinto ou adormecido ou fundido em 1554)

## Barões De La Warr; Segunda criação (1572)
- William West, 1.º Barão De La Warr (1520–1595) (ou 10º Barão)
- Thomas West, 2.º Barão De La Warr (1556–1602) (ou 11º Barão)
- Thomas West, 3.º Barão De La Warr (1577–1618) (ou 12º Barão)
- Henry West, 4.º Barão De La Warr (1603–1628) (ou 13º Barão)
- Charles West, 5.º Barão De La Warr (1626–1687) (ou 14º Barão)
- John West, 6.º Barão De La Warr (1663–1723) (ou 15º Barão)
- John West, 7.º Barão De La Warr (1693–1766) (ou 16º Barão), que foi criado Conde De La Warr e Visconde Cantelupe em 1761.

## Condes De La Warr (1761)
- John West, 1.º Conde De La Warr (1693–1766) (7º Barão)

- John West, 2.º Conde De La Warr (1729–1777)
  - William Augustus West, 3.º Conde De La Warr (1757–1783)
  - John Richard West, 4.º Conde De La Warr (1758–1795)
    - George John Sackville-West, 5.º Conde De La Warr (1791–1869)
      - Charles Richard Sackville West, 6.º Conde De La Warr (1815–1873)
      - Reginald Windsor Sackville, 7.º Conde De La Warr (1817–1896)
        - Gilbert George Reginald Sackville, 8.º Conde De La Warr (1869–1915)
          - Herbrand Edward Dundonald Brassey Sackville, 9.º Conde De La Warr (1900–1976)
            - William Herbrand Sackville, 10.º Conde De La Warr (1921–1988)
              - William Herbrand Sackville, 11.º Conde De La Warr (nascido em 1948)

O herdeiro aparente é o filho do atual titular, William Herbrand Thomas Sackville, Lorde Buckhurst (nascido em 1979), nove gerações distante do primeiro conde.
O herdeiro aparente do herdeiro aparente é seu filho William Lionel Robert Sackville (nascido em 2014).